# آخرنا ريماسترد
ذا لاست أوف أس ريماسترد (بالإنجليزية: The Last of Us Remastered) ، هي إعادة إصدار لعبة ذا لاست أوف أس محسنة لنظام بلاي ستيشن 4 ، وهي من تطوير نوتي دوغ والناشر شركة سوني كمبيوتر إنترتنمنت، أعيدت الإصدار عام 2014م بعد أن تلقت جوائز أكثر من 200 جائزة.

## وصلة خارجية
- الموقع الرسمي